# Okres Lodž východ
Okres Lodž východ (polsky Powiat łódzki wschodni) je okres v polském Lodžském vojvodství. Rozlohu má 499,76 km² a v roce 2022 zde žilo 74 361 obyvatel. Sídlem správy okresu je město Lodž, které není jeho součástí, ale tvoří samostatný městský okres.

## Gminy
Městsko-vesnické:
- Koluszki
- Rzgów
- Tuszyn

Vesnické:
- Andrespol
- Brójce
- Nowosolna

## Města
- Koluszki
- Rzgów
- Tuszyn

## Sousední okresy
| Růžice kompasu | Lodž      | Zgierz            | Brzeziny             | Růžice kompasu |
| Růžice kompasu | Pabianice | Sever             | Tomaszów Mazowiecki  | Růžice kompasu |
| Růžice kompasu | Pabianice | Okres Lodž východ | Tomaszów Mazowiecki  | Růžice kompasu |
| Růžice kompasu | Pabianice | Jih               | Tomaszów Mazowiecki  | Růžice kompasu |
| Růžice kompasu | Pabianice | Piotrków          | Piotrków Trybunalski | Růžice kompasu |